# Reformas litúrgicas del papa Pío XII
Las reformas litúrgicas del papa Pío XII se llevaron a cabo principalmente entre 1947 y 1958.

## Antecedentes
El 20 de noviembre de 1947, Pío XII publicó la encíclica Mediator Dei. En ella, el papa daba testimonio de “algunos abusos temerarios”, entre los cuales incluía el uso de “la lengua vulgar en la celebración del sacrificio eucarístico”. Si bien es cierto, en la encíclica reconocía que “el empleo de la lengua vulgar en muchos ritos, efectivamente, pued[e] ser muy útil para el pueblo”, enfatizaba que para el uso de este se requería la aprobación de la Sede Apostólica, pues “es de su exclusiva competencia la ordenación de la sagrada liturgia”, y por ello “nada se puede hacer en este punto sin contar con su juicio y aprobación”.

## Ayuno eucarístico
El papa Pacelli cambió el tiempo requerido de ayuno antes de la comunión en dos ocasiones. La primera, en 1953, por la constitución apostólica Christus Dominus; donde, aunque siguió requiriendo no ingerir desde la medianoche anterior la comunión, dispuso que el agua no rompiera el requisito del ayuno. También lo relajó para los enfermos y viajeros, aquellos que realizaban trabajo físico agotador, y sacerdotes que celebraran varias Misas en el mismo día. La segunda, en 1957, cuando con el motu proprio Sacram Communionem reemplazó el ayuno de medianoche por un ayuno de alimentos sólidos y de alcohol de tres horas, y uno de una hora para otros líquidos. Los comulgantes ordinarios calcularían el tiempo hasta el momento de comulgar, y los sacerdotes ayunarían según el momento en que comenzaran a celebrar la Misa. Las nuevas reglas de ayuno abrieron el camino para programar misas vespertinas, las cuales el régimen de ayuno desde la medianoche hizo casi imposibles para aquellos que deseaban recibir la comunión.

## Uso de la lengua vernácula
El permiso para el uso de la lengua vernácula en partes de la misa se había concedido en ocasiones muy anteriores al papado de Pío XII, incluyendo el permiso en 1906 de Pío X de hacerlo en partes de Yugoslavia; el de Benedicto XV en 1920 para celebrar en croata, esloveno y checo; y los de Pío XI en 1929 en la región de Baviera.
Durante el pontificado de Pío XII, la Sagrada Congregación de Ritos otorgó el permiso para el uso de idiomas locales en países con actividades misioneras católicas en expansión, incluyendo Indonesia y Japón entre 1941 y 1942. En 1949 se concedió permiso para usar el chino mandarín en misa salvo en el canon, y para usar el hindi en la India en 1950. También se otorgó permiso para usar una traducción de otras celebraciones litúrgicas diferentes a la misa al francés (1948) y al alemán (1951).
Pío XII reconocía que no es posible unirse al canto en una misa que se "lee" en lugar de ser cantada. Por eso, en 1958 la Sagrada Congregación de Ritos en De musica sacra et liturgia aprobó el uso de himnos en lengua vernácula durante el servicio en los puntos apropiados. Como medio para un mayor entendimiento de la congregación, Pacelli también permitió que un laico leyera en voz alta la epístola y el evangelio, en tanto que el celebrante los leía en latín y en voz baja.
Como se vio anteriormente, a pesar de insistir en la primacía del latín en la liturgia de la Iglesia occidental (cf. Mediator Dei, párr. 60), Pío XII aprobó el uso de la lengua vernácula en el Ritual de los sacramentos y otros ritos fuera de la misa. Sin embargo, todos esos permisos debían ser otorgados por la Santa Sede, y Pío XII condenó enérgicamente los esfuerzos de los sacerdotes individuales y las comunidades para introducir la lengua vernácula por su propia autoridad. Permitió el uso de la lengua vernácula en otros ritos y sacramentos fuera de la Misa, en el servicio del Bautismo y en el de la Extremaunción.

## Propios litúrgicos y otras directivas
Siguiendo los pasos de sus predecesores, Pío XII instituyó una serie de nuevas fiestas y aprobó nuevos propios. Después de definir el Dogma de la Asunción en 1950, se introdujo una nueva fórmula de misa (la misa Signum magnum) para la fiesta, que cae el 15 de agosto. Pío XII también instituyó la fiesta del Inmaculado Corazón de María, que estableció como fiesta doble de segunda clase, y fijó el 22 de agosto, día octavo de la Asunción. Otras nuevas fiestas incluyeron la fiesta del Reinado de María (31 de mayo) y la fiesta de San José Obrero (para hacer peso contra la fiesta socialista del 1 de mayo), que reemplazó así a la Fiesta de San José Patrón de la Iglesia Universal, observada desde 1870 como fiesta movible el tercer miércoles después de Pascua.
La Sagrada Congregación de Ritos tenía jurisdicción sobre los ritos y ceremonias de la Iglesia latina, como la Santa Misa, las funciones sagradas y el culto divino. Se estableció la ubicación del santísimo sacramento dentro de la Iglesia, para estar siempre en el altar mayor en el centro. La iglesia debía exhibir objetos religiosos, pero no sobrecargarse con elementos secundarios o incluso kitsch. El arte sacro moderno debía ser reverencial y aun así reflejar el espíritu de su tiempo. Desde 1942, los sacerdotes podían oficiar matrimonios sin Santa Misa. También podían oficiar confirmaciones en ciertos casos.

## Vigilia de Pascua
En 1951, de forma experimental, y luego de forma permanente en 1956, el Papa Pío XII introdujo la Vigilia Pascual, una celebración de la noche de Pascua basada en la restauración de formas antiguas. Cambió la hora de la celebración a después de la puesta del sol y reestructuró el servicio. El cirio pascual es el centro del servicio de fuego nuevo, en lugar de un cirio de tres brazos de origen medieval (que había existido sólo para este servicio); la congregación también enciende sus propias velas, una innovación participativa. El agua se empezó a bendecir frente a la congregación, no en la pila bautismal. Entre muchos cambios detallados, solo se mantuvieron cuatro de las lecturas tradicionales del Antiguo Testamento. Luego seguía sólo la primera parte de las Letanías de los Santos y posibles bautismos. Se produjo una gran innovación con la incorporación de la renovación de las promesas bautismales por parte de toda la congregación, un hito que introdujo los idiomas modernos en la liturgia romana general por primera vez.
Su reintroducción de la Vigilia Pascual fue generalmente popular, aunque tuvo una recepción fría por parte de algunos prelados. El cardenal Spellman de Nueva York consideró pedir una dispensa para no realizar el nuevo rito de la Vigilia Pascual, pero cedió al final. Otra evaluación vio un entusiasmo inicial que duró solo unos años y concluyó que solo la novedad había llamado la atención inicialmente. Otras confesiones cristianas adoptaron las populares ceremonias católicas de Pascua en años posteriores, influencia ecuménica de Pío XII.

## Ritos de Semana Santa
En 1955, Pío XII promulgó nuevas liturgias para la Semana Santa en el decreto Maxima Redemptionis del 19 de noviembre de 1955. Además de la nueva Vigilia Pascual, modificada con carácter experimental en 1951 y ahora hecha permanente, promulgó los ritos del Domingo de Ramos, Jueves Santo y Viernes Santo, las ceremonias más importantes de la liturgia romana. La Misa del Jueves Santo de la Cena del Señor se movió de la mañana a la tarde para replicar más de cerca la experiencia de la Última Cena histórica, y la liturgia del Viernes Santo se movió de manera similar a la tarde.
La nueva liturgia del Viernes Santo modificó la oración del Viernes Santo para los judíos de dos maneras. Pío ya había hecho, en 1949, una declaración pública de que la palabra latina "perfidus", que se aplica al pueblo judío en esta oración, significa "incrédulo", no "pérfido" o "traicionero". La liturgia de 1955 tradujo el texto en inglés como "los judíos infieles". También llamó a la congregación a arrodillarse por un momento de oración en silencio durante esta petición tal como lo hizo la congregación durante las otras nueve peticiones en esta liturgia.

## Otros
Cuando el Movimiento Litúrgico había estado explorando durante mucho tiempo la historia y la forma de concelebrar la Misa, en 1956 Pío especificó que todos los celebrantes debían decir las palabras de consagración en voz alta si tienen la intención de participar plenamente, no solo externamente.